# Puerto de Valle
Puerto de Valle är en ort i Mexiko.   Den ligger i kommunen Salamanca och delstaten Guanajuato, i den centrala delen av landet, 240 km nordväst om huvudstaden Mexico City. Puerto de Valle ligger 1 721 meter över havet och antalet invånare är 857.
Terrängen runt Puerto de Valle är en högslätt. Runt Puerto de Valle är det ganska tätbefolkat, med 149 invånare per kvadratkilometer. Närmaste större samhälle är Salamanca, 11,0 km nordväst om Puerto de Valle. Trakten runt Puerto de Valle består till största delen av jordbruksmark.